# Sunifredo II de Lluçà
Sunifredo II de Lluçà (? — 1060) foi um nobre e Cavaleiro medieval espanhol e senhor feudal de Lluçà, atual município da Espanha na província de Barcelona, comunidade autónoma da Catalunha

## Relações familiares
Foi filho de Guisado de Lluçà, Senhor de Lluçà e de Oda de Besora, Senhora de Santa Maria de Besora. Casou com Ermesinda de Balsareny (? — 1074), filha de Guifredo de Balsareny, (1020 -?) vigário de Balsareny e de Ema Angilberga de Besorá, de quem teve:
1. Gisela de Lluçà (1012 — 1079) casada com Berengário Raimundo "O Curvo", (995 - 26 de Maio de 1035), conde de Barcelona, filho de Raimundo Borel I de Barcelona e de Ermesinda de Carcassone.